# Waseca County
Waseca County er et county i den amerikanske delstat Minnesota. Waseca County ligger i den sydlige del af delstaten og grænser op til Rice County i nord, Steele County i øst, Freeborn County i sydøst, Faribault County i sydvest, Blue Earth County i vest og mod Le Sueur County i nordvest.
Waseca Countys totale areal er 1.121 km² hvoraf 25 km² er vand. I 2000 havde Waseca County 19.526 indbyggere. Det administrative centrum ligger i byen Waseca, der også er største by i countyet.
44°01′N 93°35′V / 44.02°N 93.59°V